# Анохин, Сергей Николаевич (футбольный судья)
Серге́й Никола́евич Ано́хин (род. 16 ноября 1951, Жуковский, Московская область) — советский и российский футбольный арбитр. Судья международной категории.

## Биография
Родился 16 ноября 1951 года в городе Жуковский Раменского района Московской области.
Вместе с Валерием Бутенко играл за футбольный клуб «Фрезер» (Москва).
В 1984 году был принят в Московскую коллегию судей по футболу. Официальные матчи начал судить с 1985 года. 30 сентября 1991 года получил всесоюзную категорию, с 1993 — международную. На профессиональном уровне отработал более 200 матчей.
Работает инспектором на матчах РФПЛ.